# 相模原市立相原小学校
相模原市立相原小学校（さがみはらしりつ あいはらしょうがっこう）は、神奈川県相模原市緑区相原4丁目にある公立小学校。

## 沿革
- 1873年（明治6年） - 学制頒布により、相原村33番地正泉寺を借用し、住職滝原魯牛氏を教師として、益進学舎を創設開校。
- 1875年（明治8年）6月29日 - 学舎を学校に改め、校名に村名を用いて、相原学校となる
- 1883年（明治16年）8月19日 - 相原学校新築落成開業式挙行。
- 1889年（明治22年）4月1日 - 4村が合併による相原村発足により、神奈川県高座郡相原村立相原小学校と改称。
- 1892年（明治25年）4月1日 - 小学校が尋常、高等小学校に分けられ、相原村立尋常相原小学校と改称。
- 1902年（明治35年）5月28日 - 旧各村の小学校を統合して、相原村立尋常高等相原小学校が創設され、同校第1分教場となり、尋常3年生までの授業を行う。
- 1903年（明治36年）2月9日 - 相原村立尋常高等旭小学校第1分教場と改称。
- 1923年（大正12年）4月1日 - 相原村立旭尋常高等小学校第1分教場と改称。
- 1941年（昭和16年）
  - 4月1日 - 国民学校令により、相原村立旭国民学校第1分教場と改称。
  - 4月29日 - 8町村の合併による、相模原町発足により、相模原町立旭国民学校第1分教場と改称。
- 1947年（昭和22年）4月1日 - 新学制が発足し、相模原町立旭小学校第1分教場と改称。
- 1950年（昭和25年）
  - 3月1日 - 旭小学校第1分教場新築落成式挙行。
  - 4月1日 - 相模原町立旭第3小学校として独立開校。
- 1951年（昭和26年）
  - 10月20日 - 旭第3小学校独立開校祝賀式を挙行（この日を開校記念日と定めた）。
  - 12月14日 - 相模原町立相原小学校となる
- 1954年（昭和29年）
  - 7月7日 - 校章制定。
  - 11月20日 - 相模原町の市制施行により、神奈川県相模原市立相原小学校と改称。
- 1959年（昭和34年）10月20日 - 創立10周年記念式典挙行。
- 1962年（昭和37年）4月1日 - 開校記念日を5月10日に改定。
- 1963年（昭和38年）8月21日 - プール完成し、披露式挙行。
- 1964年（昭和39年）2月17日 - 給食室完成し、完全給食実施。
- 1965年（昭和40年）5月9日 - 校旗と校歌制定し、創立15周年記念式典挙行。
- 1969年（昭和44年）3月22日 - 屋内運動場の完成
- 1977年（昭和52年）3月25日 - 二本松小学校開校により、学区一部変更。
- 1980年（昭和55年）10月25日 - 創立30周年記念事業（記念誌発行）実施し、記念式典挙行。
- 1986年（昭和61年）4月1日 - 特殊学級（知的障害）新設。
- 1987年（昭和62年）4月1日 - 当麻田小学校開校により、学区再編成。同日、学童クラブ開設
- 1988年（昭和63年）4月1日 - 特殊学級（情緒障害）新設。
- 1991年（平成3年）3月31日 - 学校プール移設新設工事竣工。
- 1992年（平成4年）5月9日 - 新体育館落成記念式典挙行。
- 1995年（平成7年）3月31日 - 造形砂場（生活科施設）工事竣工。
- 1999年（平成11年）
  - 2月26日 - 創立50周年記念植栽「花桃・クレマチス」実施。
  - 10月16日 - 創立50周年記念式典挙行。
- 2002年（平成14年）4月19日 - 教育相談室設置（学校出張相談員・第1、3金曜日来校）。
- 2003年（平成15年）3月 - 焼き窯設置。
- 2004年（平成16年）3月26日 - 各棟内の連絡通路バリアフリー完成。
- 2005年（平成17年）
  - 2月9日 - あいさつゾーンの標識設置。
  - 9月1日 - 特別支援教室「オアシスルーム」開設。
- 2007年（平成19年）11月17日 - 相模原市・津久井4町合併記念植樹実施。
- 2009年（平成21年）10月4日 - 創立60周年記念秋季大運動会開催。
- 2012年（平成24年）8月31日 - C棟の大規模改修工事完成。
- 2016年（平成28年）
  - 1月25日 - B棟トイレ改修工事完成。
  - 12月28日 - 体育館屋根・床改修工事完了。

## 通学区域
- 相模原市緑区[1]
  - 相原2丁目（29番(5号～40号)・30番(1号～21号・26号～32号)・31番～34番）
  - 相原3丁目（7番(32号～56号)・11番・14番(1号～19号・28号～33号)・16番・18番～30番）
  - 相原4丁目（全域）
  - 相原5丁目（全域）
  - 相原6丁目（全域）
  - 西橋本5丁目（8番・9番）
  - 二本松3丁目（1番(1号～14号・36号～50号)・2番・20番(1号～9号・20号)・24番(1号～5号・11号)）
  - 二本松4丁目（全域）

## 進学中学校
- 相模原市緑区[2]
  - 相模原市立相原中学校

## 交通アクセス
- JR横浜線・JR相模線・京王相模原線橋本駅から神奈川中央交通バスに乗車、橋01・橋03・橋05・橋06・橋07・橋08・橋09・橋11・橋14・橋18・橋24・橋26・橋28・橋31系統「二本松」バス停下車で徒歩3分[3]。